# Ritterkrieg

Aufrührer
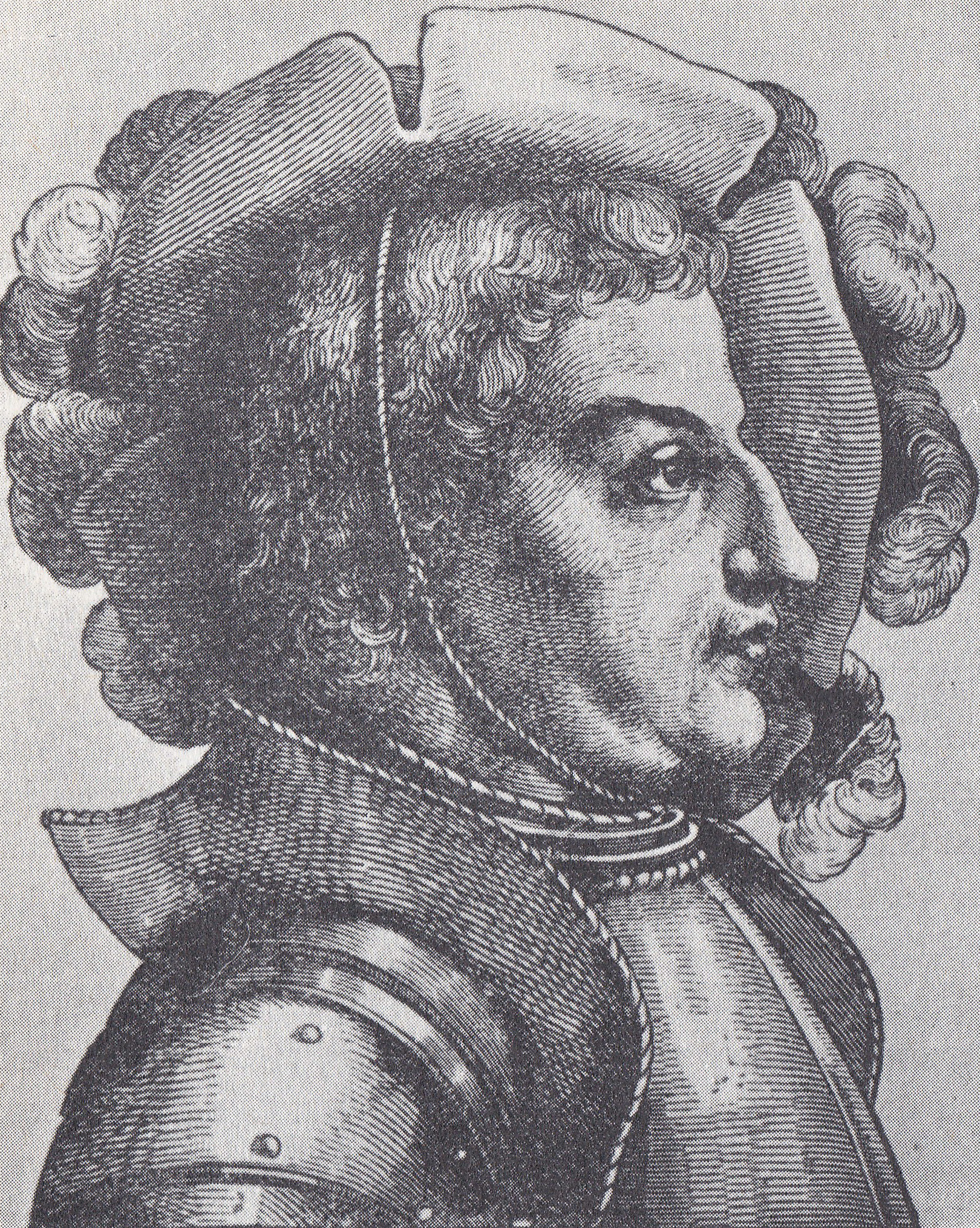
Franz von Sickingen
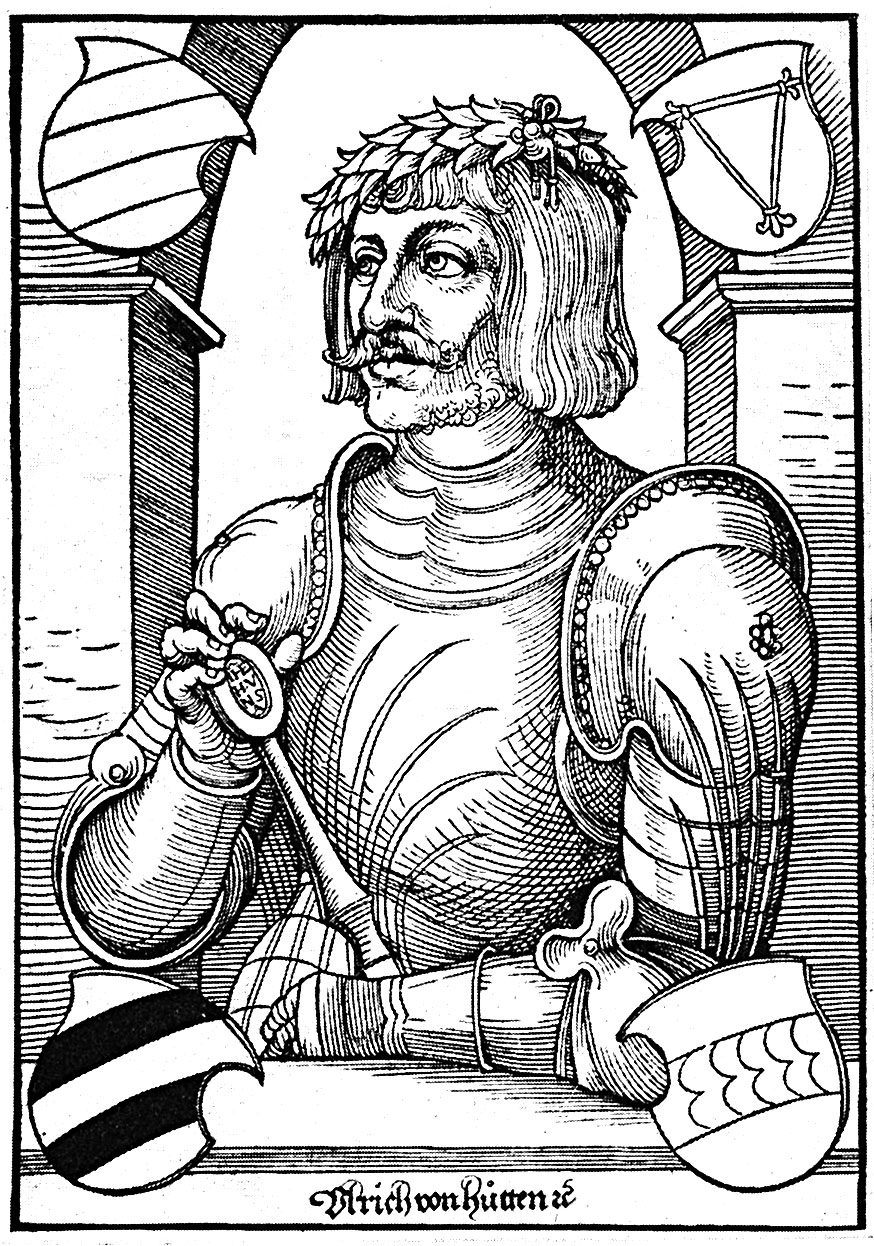
Ulrich von Hutten

Gegenspieler
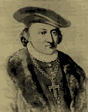
Trierer Erzbischof von Greiffenklau zu Vollrads
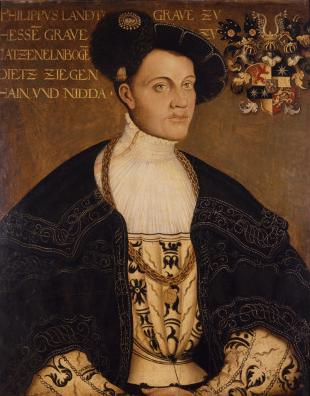
Hessischer Landgraf Philipp der Großmütige
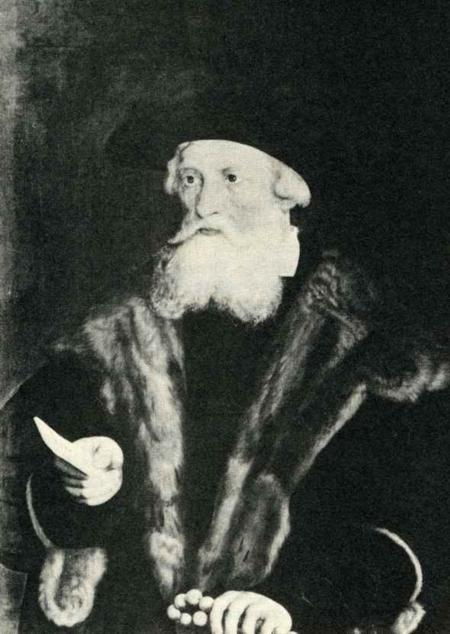
Pfalzgraf und Kurfürst Ludwig V.

Als Ritterkrieg, mitunter auch als (Pfälzischer) Ritteraufstand, wird der Aufstand eines Teils des südwestdeutschen Ritteradels gegen die Landesherren in den Jahren 1522/23 bezeichnet.

## Ursachen
Der niedere Adel des Heiligen Römischen Reichs hatte am Ende des Mittelalters mit zahlreichen wirtschaftlichen Problemen zu kämpfen. Zwar erlebte das Reich insgesamt eine wirtschaftliche Blüte: Fortschritte in Technik und Produktionsweisen sowie die Etablierung des internationalen Handels führten zu einem Aufblühen der Städte; gleichzeitig wuchs die landwirtschaftliche Produktion seit dem 15. Jahrhundert stetig, was wiederum das Bevölkerungswachstum förderte. Die landbesitzenden Ritter aber waren von diesen Entwicklungen weitgehend abgeschnitten. Die noch großteils auf Naturalien basierende Abgabenwirtschaft brachte bei Weitem nicht mehr genug Gewinn ein, um damit einen angemessenen adligen Lebensstandard finanzieren zu können. Zudem fielen im Zuge der Zentralisierung der Landesherrschaften zahlreiche Sondereinnahmen weg. Beispielsweise mussten viele Adlige auf Gerichtsgebühren verzichten, da die Landesherren die Gerichtsbarkeit im Zuge der Herrschaftsverdichtung an ihre Höfe zogen. Auch die Gewinne aus dem Kriegsdienst gingen zurück, da die Landesherren einerseits dazu übergingen, im Bedarfsfall Landsknechte für ihre Feldzüge anzuwerben, andererseits den Rittern das Fehderecht verweigert wurde.
Nicht wenige Adlige versuchten zwar, sich durch den Hofdienst, also einer Karriere als Amtmann im Dienst eines Fürsten, diesen Problemen zu entziehen. Viele aber wollten sich nicht damit abfinden, sich für den Erhalt ihres Besitzstandes völlig einem Fürsten unterordnen zu müssen.
Auch der befürchtete soziale Abstieg mag eine Rolle gespielt haben. Die Ritter sahen sich auf der einen Seite einer wirtschaftlich starken städtischen Oberschicht, auf der anderen Seite bürgerlichen Aufsteigern in den Hofämtern gegenüber, mit denen sie konkurrieren mussten. Daraus resultierte die Furcht der Ritterschaft vor einer Auflösung der alten Ständeordnung, die einer Umkehr der Obrigkeiten gleichkam.
Schließlich trugen die Ideen der Reformation dazu bei, die Ritter gegen die vermeintliche fürstliche Unterdrückung aufzubringen. Aus den Lehren Martin Luthers leiteten sie ein Widerstandsrecht gegen ungerechte Obrigkeiten ab. Und nicht zuletzt spekulierten viele Ritter auf die Kirchengüter, deren Säkularisation mit der Reformation einhergehen sollte.

## Verlauf
Der angestaute Unmut der Ritterschaft äußerte sich wiederholt auf den Landtagen in Form von Beschwerdebriefen und Klagesammlungen. Auch organisierte man sich verstärkt in Ritterbünden, um die gemeinsamen Interessen geschlossen vertreten zu können. Vor allem in den traditionell ritterschaftlich geprägten Landstrichen (Wetterau, Rheingau, Franken, Schwaben) formierte sich der Widerstand gegen die Versuche der Landesherren, ihre Herrschaften zu territorialisieren. Landgraf Philipp der Großmütige von Hessen und der Schwäbische Bund bekamen diese Opposition als Erste zu spüren.
Im August 1522 wählte eine Versammlung von 600 oberrheinischen und fränkischen Rittern in Landau den berühmten Ritter und Söldnerführer Franz von Sickingen zu ihrem Bundeshauptmann. Diese „brüderliche Vereinigung“ war zwar von der frühreformatorischen Bewegung beeinflusst, stand aber in der Tradition älterer Rittergesellschaften. Als ausgesprochen ständische Verbindung war sie auf sechs Jahre konzipiert und sollte danach erneuert werden. Sie setzte zunächst wiederum auf friedlichen Protest und die Wirkung ihrer Machtdemonstration.
Angeheizt von der aggressiven Polemik Ulrichs von Hutten gegen Fürsten und Klerus aber griff Sickingen schließlich doch zu den Waffen. Hutten hatte seit 1520 den Pfaffenkrieg postuliert und die Ritterschaft des Reichs mehrfach dazu aufgerufen. 
Während und unmittelbar nach der Fehde gegen Trier (Sickingische Fehde) wurde Sickingen als Kämpfer für die Sache der Reformation inszeniert, was seiner Motivationslage, die sich vor allem aus wirtschaftlichen und standesmäßigen Interessen speiste, kaum entsprochen haben dürfte.
Das erste Ziel Sickingens in diesem Zusammenhang war das Erzbistum Trier. Allerdings überschätzte Sickingen offenbar die Solidarität des Ritteradels; zwar zog er durch sein wagemutiges Auftreten und die territoriale Machtbasis, auf die er sich stützen konnte, zahlreiche Ritter an sich, eine reichsweite Erhebung blieb indessen aus. Die meisten Adelsfamilien verhielten sich eher abwartend und machten ihre spätere Teilnahme offenbar vom vorherigen Erfolg des Unternehmens abhängig.
Dieser Erfolg blieb jedoch aus. Rasch hatte sich nämlich eine Fürstenkoalition gebildet, die aus dem Trierer Erzbischof, Kurfürst Richard von Greiffenklau zu Vollrads, dem Landgrafen Philipp von Hessen sowie dem Pfalzgrafen und Kurfürst Ludwig V. bestand. Sie stellte sich Sickingen und seinen Anhängern in den Weg. Die Belagerung Triers scheiterte bereits im September 1522, Sickingen musste sich auf seine Burg Nanstein bei Landstuhl zurückziehen. Die drei verbündeten Fürsten setzten ihm nach, übten massiven Druck auf den fränkischen, aber auch auf den eigenen Adel aus, um jede Hilfeleistung für den ins Abseits gedrängten Sickingen zu unterbinden. Anfang Mai 1523 musste Sickingen vor der fürstlichen Übermacht kapitulieren. Er verstarb kurz darauf, am 7. Mai, an den Folgen einer Verwundung, die er beim Beschuss von Burg Nanstein durch gegnerische Artillerie erlitten hatte. Des Anführers beraubt, fiel der Aufstand augenblicklich in sich zusammen. Der räumlich enger begrenzte Fränkische Krieg im Juni und Juli 1523 endete ebenfalls mit der Niederlage der beteiligten Ritter, die sich dem Schwäbischen Bund beugen mussten.

## Nachwirkungen
Der Ritterkrieg verschärfte die Situation der Ritter, anstatt sie, wie beabsichtigt, nachhaltig zu verbessern. Insbesondere in den Territorien der beteiligten Fürsten – Kurtrier, Kurpfalz und Hessen – sahen sich die Ritter gezwungen, sich der landesherrlichen Gewalt zu beugen. An den Beteiligten statuierte man ein Exempel: So gingen zahlreiche ritterschaftliche Familien ihrer Besitzungen verlustig, mussten zumindest aber Einbußen in ihrer Selbstverwaltung hinnehmen.
Die Nachwirkung des Ritterkrieges offenbarte den monopolisierten Machtanspruch der Fürsten und ihren Willen, diesen Anspruch auch durchzusetzen. Die Haltung des Kaisers, der, entgegen den Erwartungen der Ritter, kein Interesse an einem Umsturz der Reichsordnung haben konnte und deshalb die Reichsacht gegen die aufständischen Ritter verkündet hatte, bestätigte die fürstliche Position zudem.